# Karl Klings

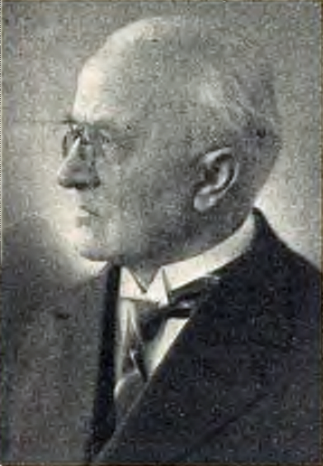
Karl Klings

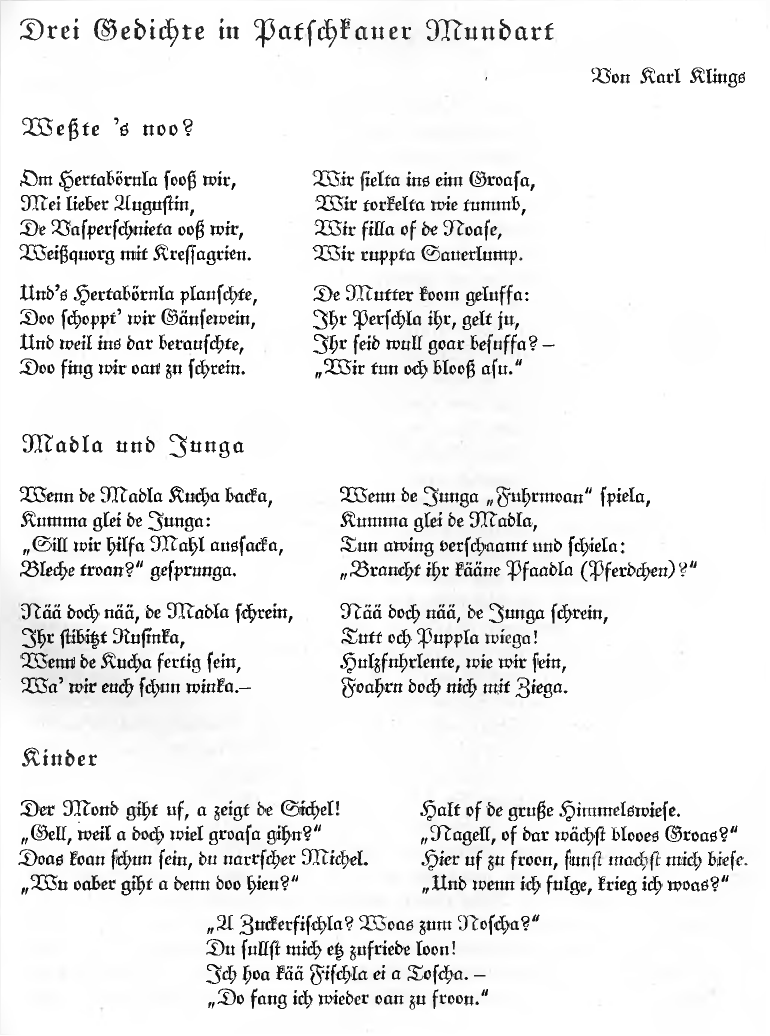
Gedichte von Karl Klings

Karl Klings (* 11. Januar 1867 in Geseß, Landkreis Neisse, Provinz Schlesien; † 11. September 1940 in Berlin) war ein deutscher Schuldirektor in Berlin-Schöneberg und ein schlesischer Mundartdichter.
Klings stammt aus dem Neisser Lande. Im Dorf Geseß bei Patschkau ging er zur Schule und dann als hochbegabter Junge auf die Präparandie nach Dürr-Arnsdorf. Von dort wechselte er auf das Lehrerseminar in Bad Ziegenhals. Seit 1900 wirkte er als Lehrer und später als Rektor in Berlin und schrieb viele Gedichte in der Patschkauer Mundart, also im Gebirgsschlesischen.

## Gedichtbände
- Aus'm Rutkatelgebirge
- A Feldblumenrichel - Verschel fir kleene Perschel
- Necksches und Grusliches - Schlesische Balladen
- Dideldumdei
- Schläs'sches Kriegsbrut
- Schläs'sches Pauernbrut
- Streeselkucha - Gedichte und Geschichten
- Das Himmelreich
- Das schwarze Sturch
- Liebeswonne
- Bunten Reihe
- Wieland, der Schmied
- Im Zwielicht